# Coalizione Ungherese

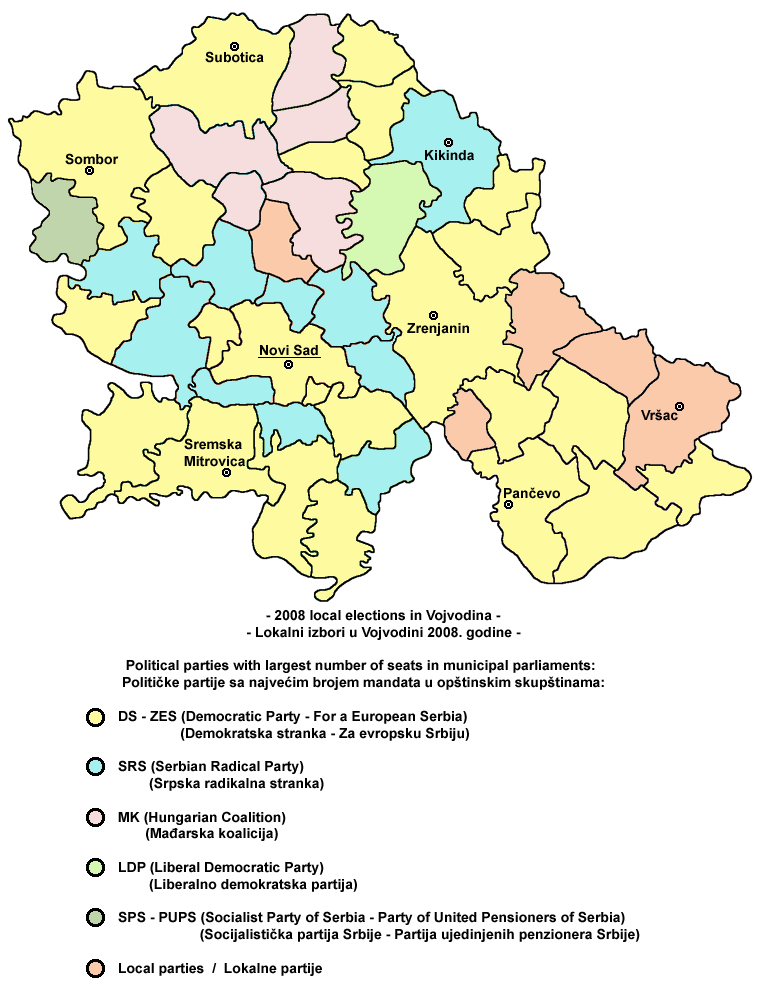

La Coalizione Ungherese (in serbo: Мађарска Коалиција, Mađarska Koalicija; in ungherese: Magyar Koalíció) è stata una coalizione politica, in Serbia nel 2008.
Essa aveva come obiettivo la difesa delle minoranze ungheresi presenti nelle regioni settentrionali, la coalizione si compone di:
- Alleanza degli Ungheresi di Voivodina (Savez Vojvođanskih Mađara - SVM), fondato nel 1994;
- Unione Democratica degli Ungheresi di Voivodina (Demokratska Zajednica Vojvođanskih Mađara - DZVM), fondato nel 1990;
- Partito Democratico degli Ungheresi (Demokratska Stranka Vojvođanskih Mađara - DSVM).

La coalizione si è presentata alle elezioni presidenziali del 2008 candidando István Pásztor, che ha ottenuto il 2,3% circa.